# کیک (فیلم ۲۰۱۴)
کیک (انگلیسی: Cake) فیلمی در ژانر درام به کارگردانی دانیل بارنز است که در سال ۲۰۱۴ منتشر شد.

## بازیگران
- جنیفر آنیستون
- آدریانا بارازا
- فلیسیتی هافمن
- ویلیام اچ میسی
- آنا کندریک
- سم ورتینگتون
- کریس مسینا
- میمی گومر
- ماریان ژان-باپتیست
- میستی اوپهام
- اشلی کرو